# Alois Nečas
Alois Nečas (* 21. dubna 1966 Olomouc) je český veterinář a vysokoškolský pedagog, od února 2018 rektor Veterinární a farmaceutické univerzity Brno, později Veterinární univerzity Brno.

## Život
Vystudoval obor všeobecné veterinární lékařství na Vysoké škole veterinární v Brně (promoval v roce 1989 a získal titul MVDr.). V roce 1997 ukončil doktorandské studium v oboru chirurgie a ortopedie (získal titul Ph.D.), habilitoval se v oboru chirurgie a ortopedie o dva roky později (získal titul doc.). Profesorem se stal v roce 2004, a to v oboru choroby zvířat zájmových chovů.
Ihned po absolutoriu nastoupil na VŠ veterinární v Brně, kde postupně pracoval jako asistent, odborný asistent, docent na chirurgii a kde od roku 2004 pracuje jako profesor. V letech 2006 až 2010 působil jako prorektor pro vědu, výzkum a zahraniční vztahy VFU Brno. V letech 2010–2018 byl děkanem Fakulty veterinárního lékařství VFU Brno.
Dne 19. října 2017 byl Akademickým senátem VFU Brno zvolen kandidátem na funkci rektora Veterinární a farmaceutické univerzity Brno. Na konci ledna 2018 jej do této funkce jmenoval prezident Miloš Zeman, a to s účinností od 1. února 2018. V lednu 2022 jej prezident ČR Miloš Zeman jmenoval rektorem Veterinární univerzity Brno i na další funkční období, a to s účinností od 1. února 2022.